# ローウェンホルスト・ムルデル
アントニー・トーマス・ルベルタス・ローウェンホルスト・ムルデル（Anthonie Thomas Lubertus Rouwenhorst Mulder、1848年4月28日-1901年3月6日）は、オランダ人土木技師。お雇い外国人として、明治期の日本において港湾や河川の事業に携わった。
日本では「ローウェンホルスト・ムルデル」と書かれる。また、「ムルドル」「ムルドン」などとも表記される。

## 略歴

### 来日前
1848年4月28日、オランダのライデンで生まれる。ムルデルと全く同姓同名の父親と、母親A.・C.・E.・ダアリーの間に生まれ、長姉のヤコブ・マリア、次姉のヨハンナ・エミリアに次ぐ三人姉弟の末っ子であった。初等教育をライデンとアルクマール、中等教育をハールレムで受け、少年期を過ごす。1865年に父を亡くすが、ハールレムや後にデルフトで学んでいるように、裕福な家庭であり遺産もあった。1872年にデルフトの王立土木工学高等専門学校（現・デルフト工科大学）を卒業し、水利省に勤務した。技師としてヴァール川の調査を行った。1873年8月ヘンドリック公の命により、スエズ運河ぞいに交易地を開設する任を帯び、エジプトのポートサイドに赴き、1875年に帰国した。1877年から1878年にかけてハーグの上下水道用運河の計画に従事し、その後ハーレムからブルーメンダールに至る鉄道の設計にも従事する。

### お雇い外国人として

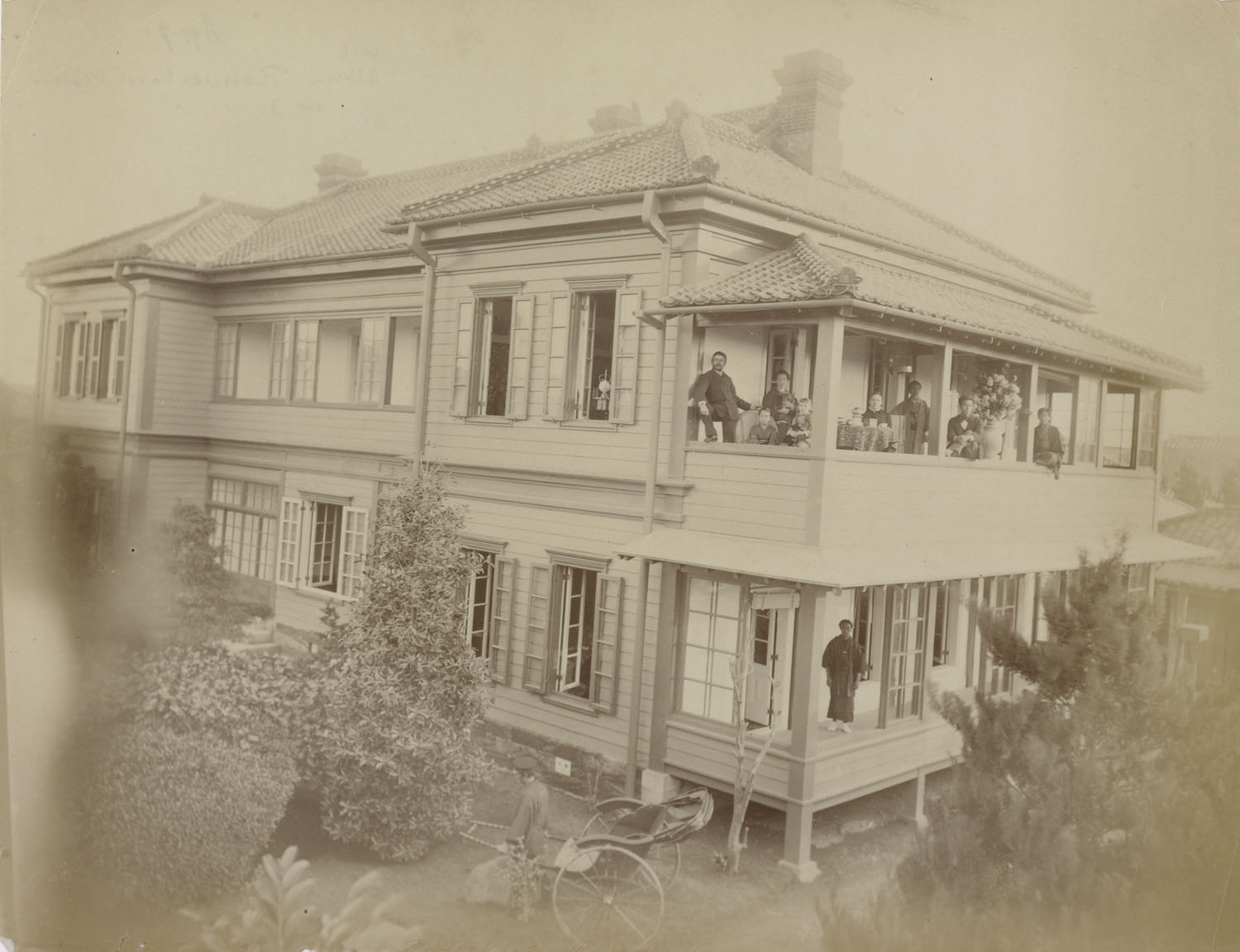
日本での住居

1879年（明治12年）3月29日に土木工師として来日。同年2月に離日した、学校の先輩でもあるファン・ドールンの後継者として期待されていた。日本での最初の仕事は新潟築港にむけての調査で、ムルデルは同じオランダの土木技師のゲオルギ・アルノルド・エッセルと共に任にあたった。当時の新潟港は土砂の流入により大型船の河口への進入ができなくなっており、ムルデルは河口の改良、エッセルは信濃川の改修を調査し、突堤の建築を進言した。1881年（明治14年）、内務省より東京築港の立案を命ぜられ、後に同じくオランダの土木技師であるヨハニス・デ・レーケらも参加するが、ムルデルは初期の立案者として東京港の基礎をつくった。
同1881年（明治14年）4月、見沼代用水の改良計画を提出。同年11月に熊本県の築港を調査し意見書を提出、これにより百貫港の改修は廃案になり、ムルデルの設計で三角港が築港されることになった。
1883年（明治16年）8月、富山県の河川（庄川、常願寺川、早月川、布施川、黒部川など）を調査。調査結果の復命書『越中五大川蘭人工師見込書』が9月13日に内務省土木局長の石井省一郎へ提出され、上流域での焼畑の中止、用水の合口化、河口部の排水の改善などを提言した。これはデ・レーケの常願寺川改修計画にも影響を与えた。なお、長年デ・レーケが常願寺川を指して発言したものとされてきた「これは川ではない、滝だ」については、2020年にムルデルが早月川を指して発言したものだったことが裏付けられている。
同年1883年には函館港の水深が年々浅くなっていく問題も調査している。1884年（明治17年）には三菱に在職していたイギリス人らとともに、ファン・ドールンにより設計され1882年（明治15年）に竣工した宮城県の野蒜築港を調査。問題が多く大型船の停泊は困難とし、女川港の改修を主張した。
1885年（明治18年）2月、利根運河の計画を提出。江戸川の関宿・野田間にある巨大な中洲により水運が滞っていた問題に対し、茨城県知事・人見寧や茨城県会議員・広瀬誠一郎らが運河の建設を要請したことによるものであった。しかし、国内の情勢は鉄道建設が熱を帯びてきており、千葉県知事・船越衛は河川沿いに軽便鉄道を建設する考えを持っていた。結局、茨城・千葉の両県は運河の建設を合意し、同年7月に内務大臣へ運河開削が上申された。1886年（明治19年）6月、ムルデルは一時帰国し、翌1887年（明治20年）5月に再来日し、6月にはデ・レーケと共に運河の修正計画を提出、8月には熊本県の三角西港の竣工式に出席、9月には大阪港改築淀川改修の意見書を提出するなど、活発に活動を行った。1890年（明治23年）、利根運河が通水するも6月の開通式を待たず、任期満了のため5月に帰国した。開通式に宛てたムルデルの祝辞には、式典に出席できず帰国することへの遺憾の念が述べられている。

### 帰国後
帰国後はハーグに住み、1893年には16歳年下のM・A・ヨンキント・コーニングと結婚した。1895年、スヘフェニンゲンの漁港計画に参加。1897年、ナイメーヘンの汽車路線計画を依頼され、その4年後の1901年にナイメーヘンで死去。52歳であった。妻と共にナイメーヘンの墓地に埋葬されている。

## 評価

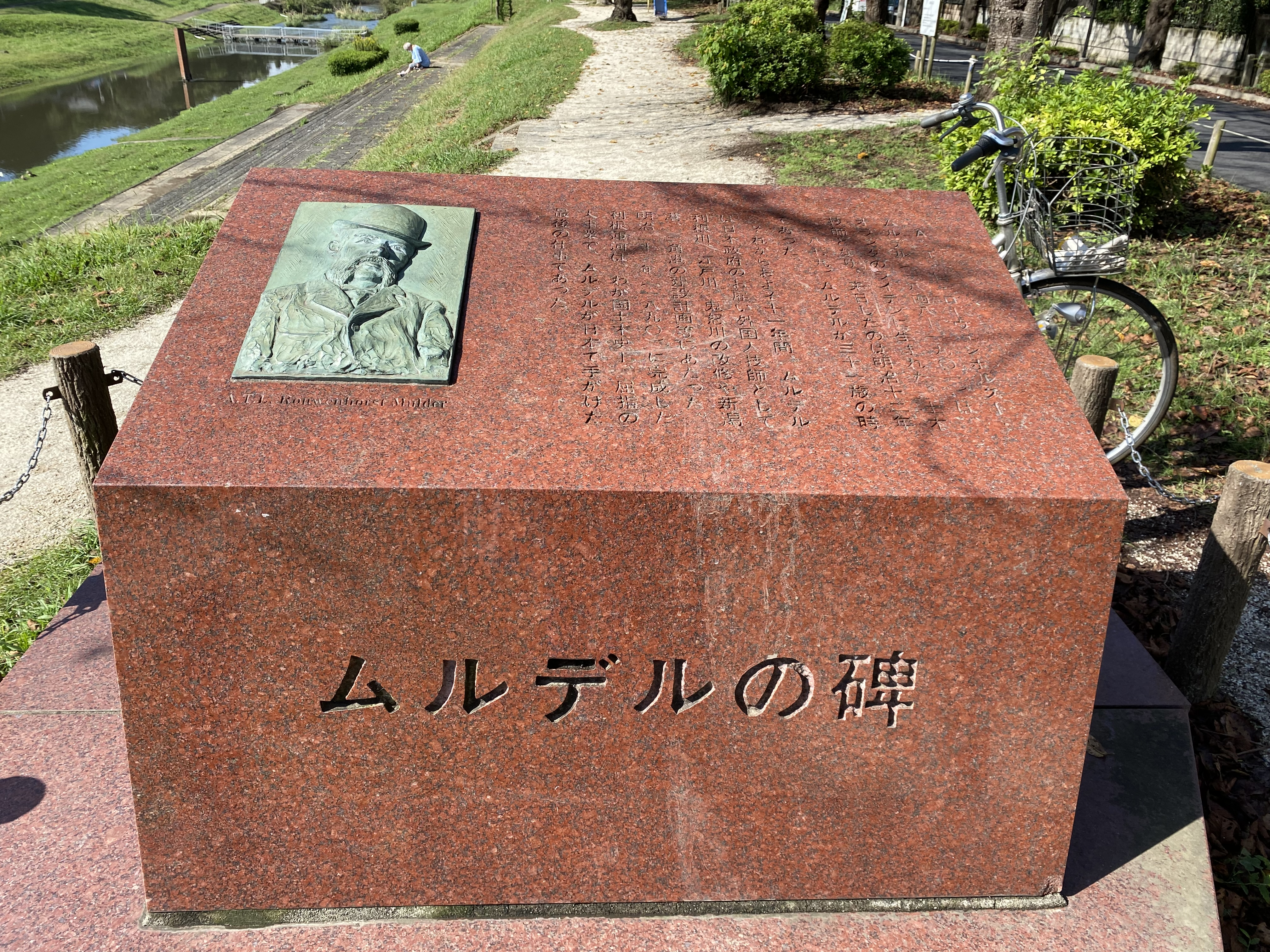
運河水辺公園にあるムルデルの碑

日本在任の11年で多くの港湾や河川の事業に携わったが、日本での評価は高いものとはいえなかった。これは主に調査や計画を担当し、実際の作業を監督した工事が三角港の築港と利根運河の開削に限られるためと思われる。
近年、流山市在住の郷土史研究者らを中心に再評価が行われており、流山市の利根運河水辺公園にはムルデルの顕彰碑が建てられている。本国オランダでは、スエズ運河と日本での業績、本国で発表された論文を併せて、他のオランダ出身のお雇い外国人たちより高い評価がされている。

## 関与した案件
- 児島湾干拓
- 広島港築造
- 三角港整備
- 鮫港整備
- 鬼怒川治水
- 富士川治水
- 亀田川転注
- 利根運河開削
- 淀川治水
- 下関港整備

など